# Guarani (Campos Novos)
Guarani é um distrito do município brasileiro de Campos Novos, no interior do estado de Santa Catarina. Segundo o censo demográfico de 2022, realizado pelo Instituto Brasileiro de Geografia e Estatística (IBGE), sua população era de 743 habitantes e havia 268 domicílios particulares permanentes ocupados. Foi criado pela lei nº 274 de 30 de dezembro de 1948.
De acordo com o IBGE, em 2010 a população era de 785 habitantes e havia 253 domicílios particulares.